# Jana-Gana-Mana
Jana-Gana-Mana är Indiens nationalsång efter beslut av den konstituerande församlingen 1947–1950. Texten och musiken är skriven av den förste utomeuropeiske nobelpristagaren och frihetspoeten Rabindranath Tagore 1911. Den skrevs ursprungligen på bengali men översattes till hindi innan den antogs av parlamentet.
Svensk översättning:
Du är härskaren över folkets sinnen

Givare av Indiens öde

Namnet fyller hjärtat i

Punjab, Sind, Gujarat och Maratha

hos draviderna och Orissa och Bengalen

det ekar i Vindhyas och Himalayas berg

blandar sig med Yamunas musik och Ganga

och nynnas av vågorna i Indiska oceanen

De ber för din välsignelse och lovsjunger dig

Frälsningen för allt folket är i din hand

Du givare av Indiens öde

Segern, segern, segern är din.

## Kontrovers angående hymnens syfte
Enligt samtida källor skulle hymnen vara skriven för att hylla George V, något som upphovsmannen själv alls ej kändes vid. Tagore skrev själv den 19 mars 1939:
"I should only insult myself if I cared to answer those who consider me capable of such unbounded stupidity as to sing in praise of George the Fourth or George the Fifth as the Eternal Charioteer leading the pilgrims on their journey through countless ages of the timeless history of mankind." 